# Getasanyar
Getasanyar is een bestuurslaag in het regentschap Magetan van de provincie Oost-Java, Indonesië. Getasanyar telt 2543 inwoners (volkstelling 2010).